# Бад-Эмсталь
Бад-Эмсталь (нем. Bad Emstal) — община в Германии, в земле Гессен. Подчинён административному округу Кассель. Входит в состав района Кассель.  Население составляет 6089 человек (на 31 декабря 2010 года). Занимает площадь 38,67 км².